# Centrale nucléaire de Mülheim-Kärlich
La Centrale Nucléaire de Mülheim-Kärlich est une centrale à l'arrêt depuis 1988, installée sur le Rhin, à environ 10 km au nord de Coblence et tout près de la ville de Mülheim-Kärlich.

L'exploitant est la "Société Luxembourgeoise de Centrales Nucléaires", une filiale de la compagnie RWE.

## Bataille judiciaire
Cette centrale, qui comporte un réacteur unique de 1 302 MW brut, a été la première centrale nucléaire construite dans le Palatinat rhénan en 1986, son permis d'exploiter a été délivré en 1988. 

Un jugement de 1995 a invalidé le permis de construction. Après une nouvelle décision judiciaire en 1998, l'exploitant a été autorisé à poursuivre la production mais il était contraint d'arrêter la tranche au plus tard en 2012.

En mars 1998, la Cour Administrative Fédérale a confirmé le jugement de 1995 qui invalidait le permis de construction, en raison d'une construction du bâtiment turbine à quelques mètres de l'emplacement prévu au dossier. Le déplacement du bâtiment était nécessaire pour éviter un plissement de terrain découvert lors des fondations. L'autorité de sûreté du Land avait oublié de mettre à jour le dossier. 

RWE Energie a fermé en 2001 sa centrale de Muelheim-Kaerlich, un investissement de plusieurs milliards de DM qui n'a tourné que quelques mois.

Les travaux de démantèlement vont durer jusqu'en 2012.
Depuis juillet 2018 la démolition de la tour de refroidissement est en cours.

## Caractéristiques
- Exploitant : Société Luxembourgeoise de Centrales Nucléaires
- Propriétaire : RWE
- Constructeur : ABB
- Type de réacteur : Réacteur à eau pressurisée (REP)
- Puissance produite : 1302 MWe
- Date de couplage : 14 mars 1986
- Combustible: 362 assemblages combustibles
- Coût de la construction : 7 milliards DM (3,58 milliards d'euros)
- Hauteur des réfrigérants : 162 m
- Hauteur de la cheminée de rejet : 161,5 m